# 达达尼尔 (阿肯色州)
达达尼尔（英語：Dardanelle）是美国阿肯色州耶尔县的一座城市，為耶尔县的其中一个县治，根据2020年美國人口普查的数据，该地人口为4,517人。